# Iron Storm
Iron Storm es un videojuego de disparos en primera persona desarrollado por Kylotonn para Microsoft Windows y PlayStation 2, publicado en el año 2002. Se encuentra ambientado en un universo ficticio, donde la Primera Guerra Mundial nunca acabó, y continúa hasta el año 1964, donde transcurren los hechos del título.

## Jugabilidad
Iron Storm tiene una campaña lineal, con una jugabilidad en primera persona, las armas son muy similares a las de la Segunda Guerra Mundial, y hay elementos de conducción de vehículos como tanques o helicópteros.
El jugador no puede recibir mucho daño después de haber muerto, el juego reparte a los enemigos de manera aleatoria en cada nivel, obligando al jugador a reiniciar la partida en determinadas ocasiones dado que resulta imposible superarlo, por culpa de esto, y de distintos glitches.

## Argumento
El jugador toma el rol de Lieutenant James Anderson, un miembro de las fuerzas especiales de los Estados Unidos Del Oeste De Europa, que lleva luchando desde el año 1924 en la Primera Guerra Mundial, la cual nunca acabó. Los 40 años que ha sobrevivido como soldado en las trincheras, le han convertido en toda una leyenda, y es reconocido como uno de los mejores soldados del frente.
El juego comienza en 1964, cuando recibe una última misión, que podría poner fin a la guerra. El objetivo, es encontrar y capturar un arma de destrucción masiva de los laboratorios del imperio Ruso-Mongol, y asesinar al barón Ugenberg, el principal antagonista de la historia.

## Recepción
Iron Storm tuvo críticas mixtas, al recibir una calificación de 69 en Metacritic. Muchas críticas citaban que el juego tenía una ambientación interesante, pero que la historia no sabe aprovechar. Respecto a la jugabilidad, se criticó que fuese demasiado genérica, y que intentaba imitar a Half Life y Medal of Honor.